# تریستور خاموش‌شونده با گیت

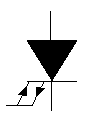
نماد مداری یک جی‌تی‌ئو

مدارمعادل یک جی‌تی‌ئو

سطح‌مقطع ساده‌شدهٔ یک جی‌تی‌ئو

تریستور خاموش‌شونده با گیت یا جی‌تی‌ئو (به انگلیسی: gate turn-off thyristor یا GTO) گونه‌ای از تریستورها است که برخلاف تریستورهای معمولی می‌توان با اعمال جریان منفی به گیت آن‌ها را خاموش کرد.